# Верхньолачентау
Верхньолачента́у (рос. Верхнелачентау, башк. Үрге Ласынтау) — село у складі Бірського району Башкортостану, Росія. Адміністративний центр Верхньолачентауської сільської ради.
Населення — 238 осіб (2010; 285 у 2002).
Національний склад:
- башкири — 84 %